# Сахаровский центр
Са́харовский центр — московский культурный и научно-образовательный центр, созданный в 1996 году по инициативе Фонда Андрея Сахарова и закрытый в 2023 году. В центре работали постоянная музейная экспозиция и библиотека, проходили временные выставочные проекты, театральные, дискуссионные и научные мероприятия.
Сахаровский центр занимался культурной, просветительской, общественной и правозащитной деятельностью.

## История

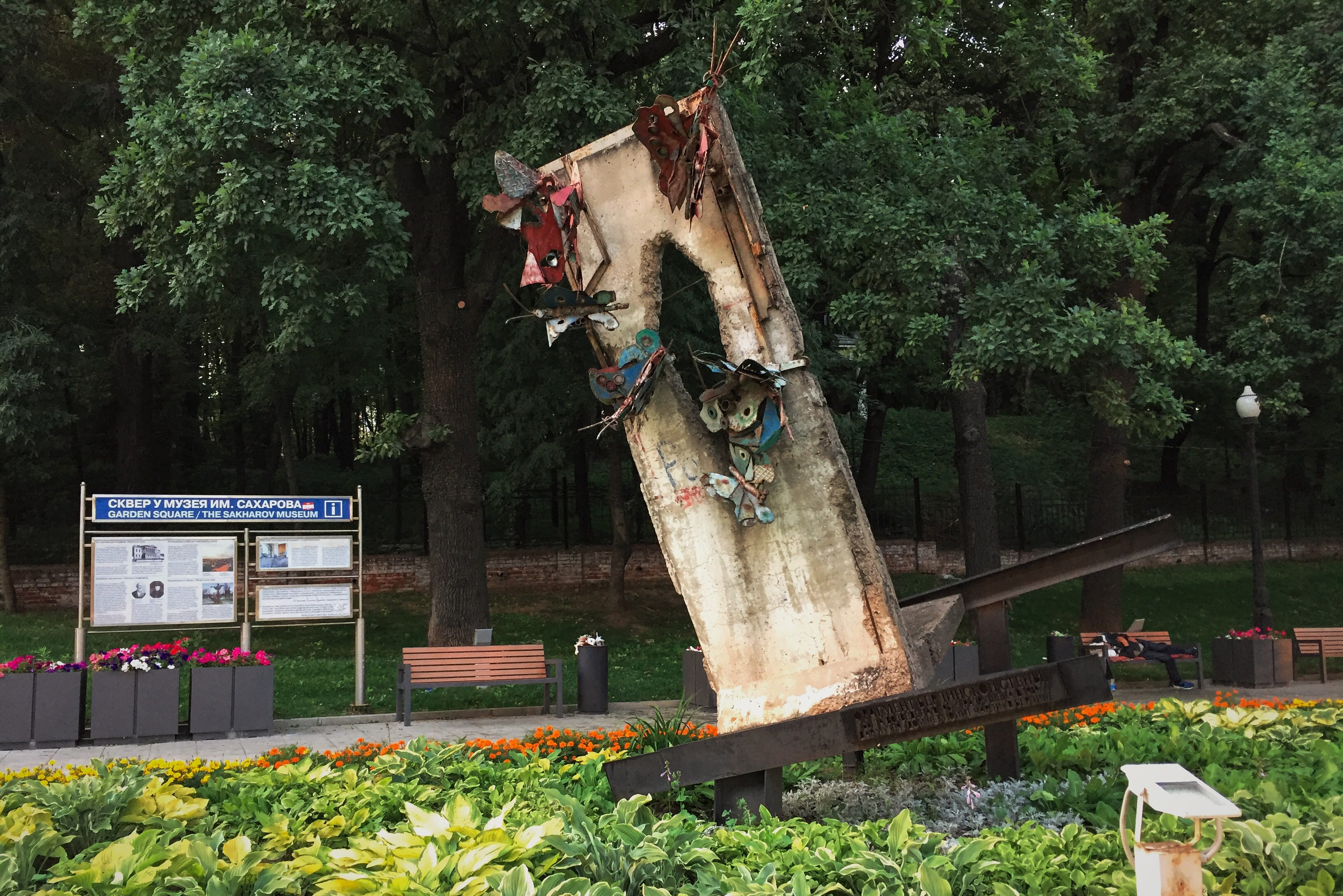
Фрагмент Берлинской стены в сквере у Сахаровского центра, 2016 год

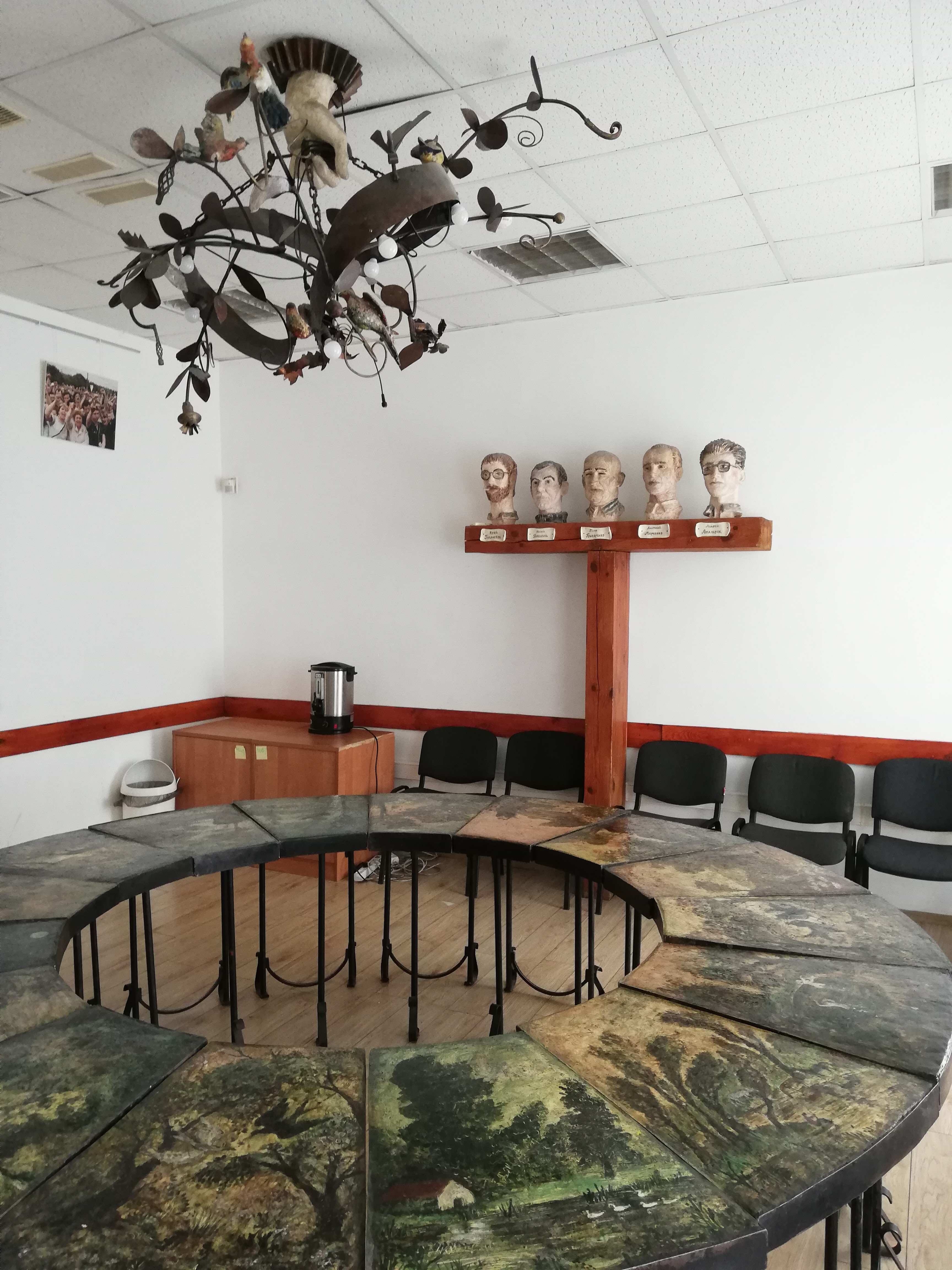
Конференц-зал Сахаровского центра, 2019 год

В 1990 году правозащитница Елена Боннэр и бывшие коллеги Андрея Сахарова создали Общественную комиссию по сохранению наследия Андрея Сахарова, ставшую впоследствии фондом с официальным названием «Общественная комиссия по сохранению наследия Андрея Сахарова „Фонд Андрея Сахарова“». Согласно изменившемуся законодательству, в 2010 фонд преобразовали в региональную общественную организацию под названием «Общественная комиссия по сохранению наследия Андрея Сахарова „Сахаровский центр“». В 1991 году Общественная комиссия организовала международный конгресс памяти учёного под названием «Мир, прогресс, права человека».
В 1994 году Боннэр предоставила фонду более 100 000 единиц хранения — фото и видеоматериалы, библиотечные книги, личные вещи семьи академика, которые легли в основу архива современного центра. Чтобы разместить этот архив, Правительство Москвы предоставило центру трёхкомнатную квартиру, где проживал Сахаров, в доме по адресу Земляной вал, 48б, кв. 68. Для самого Центра был передан особняк XIX века, ранее входивший в комплекс усадьбы Усачёвых — Найдёновых, находящийся напротив дома, где жил Сахаров. В 1995—1996 годах здание капитально отреставрировали по проекту архитектора Григория Саевича. Позже помещения оборудовали оргтехникой и системой климат-контроля, чтобы сохранить документы в изначальном виде.
К 75-летию со дня рождения Сахарова — в 1996 году — состоялось открытие музея и общественного центра его имени. Тогда же в архив начали постепенно собираться документы по истории диссидентства и политических репрессий в СССР. Музейные и библиотечные фонды с 1996 года пополнились документами по истории XX века и актуальной современной проблематике. Крупнейшими выставочными проектами начала 2000-х стали: «Творчество художников после ГУЛАГа» (2003), «Последний день из жизни Андрея Сахарова» (2003), «Иммунитет против иллюзий / музей СССР» (2004), «Искусство — в жизнь, или Запасной выход» (2005), «57 часов в театре» (2006), выставки «Осторожно, религия!» (2003) и «Запретное искусство» (2006).
В сквере перед зданием установлена скульптура-талисман Центра «Ржавый ангел» скульптора Леонида Берлина, мастера композиций из сварного железа и глины в шамотной технике.
В 2003 году, через несколько дней после открытия выставки «Осторожно, религия!», экспозиция была разгромлена группой православных фундаменталистов. Погромщиков не привлекли к ответственности, а организаторам мероприятия, среди которых Юрий Самодуров, вынесли приговор по статье «разжигание религиозной вражды». В 2010 году Самодуров был вновь привлечён по этой статье за организацию выставки «Запретное искусство». Общественность раскритиковала судебное решение.
В 2012 году в центре представили документальный фильм «Покушение на Россию», в котором ставилась под сомнение легитимность прихода Владимира Путина к власти. Вскоре после презентации разрешение на прокат фильма было отозвано. В 2013 казаки и люди, называвшие себя «православными активистами», сорвали показ спектакля швейцарского режиссёра Мило Рау «Московские процессы». В 2016 году несколько десятков человек атаковали выставку победителей конкурса «Прямой взгляд» — там было несколько работ, посвящённых вооружённому конфликту на юго-востоке Украины, фотографов Александра Васюковича и журналиста Сергея Лойко.
В 2014 году Министерство юстиции внесло Сахаровский центр в список «иностранных агентов», одновременно Таганский суд Москвы оштрафовал организацию на 300 000 рублей. Минюст посчитал деятельность Сахаровского центра «политической», основываясь на дискуссиях и круглых столах организации, где «высказывались негативные оценки в отношении принимаемых государственными органами решений и проводимой ими политики, а также критиковалось действующее законодательство РФ». Центр оспаривает решение министерства и протокол об административном правонарушении, поскольку накануне решения он успешно прошёл плановую проверку министерства. В настоящий момент дело находится на рассмотрении Европейского суда по правам человека.
В марте 2015 года в Сахаровском центре состоялась церемония прощания с убитым в Москве Борисом Немцовым.
В мае 2021 года правительство Москвы не согласовало проведение уличной фотовыставки к 100-летию со дня рождения Андрея Сахарова, которую Сахаровский центр организовывал на Чистопрудном бульваре. «Мы считаем и само решение, кто бы его ни принял, и формулировки отказа неубедительными и постыдными», — заявили организаторы выставки.
В декабре 2022 года суд оштрафовал организацию на 5 млн рублей за отсутствие маркировки иноагента.
24 января 2023 года Сахаровский центр получил письмо московского Департамента городского имущества о прекращении договоров аренды на все помещения: здание Центра, Выставочный зал и квартиру в доме по улице Земляной вал. По состоянию на июль 2023 года здание пустовало.

### Ликвидация
18 августа 2023 центр Сахарова решением Мосгорсуда был ликвидирован. Предлогом для этого стало то, что, с точки зрения Минюста, организация нарушила принцип территориальной сферы деятельности, проводя передвижную выставку «Андрей Сахаров — человек-эпоха» в регионах, где у центра не было открыто отделение. Также указывалось, что Сахаровский центр размещал на своём сайте видеоматериалы без маркировки иностранного агента, и на нарушения в учредительных документах.

## Музейная деятельность
Фонд Сахаровского центра состоит из более чем 600 картин, скульптур, фотографий, а также коллекций самиздата, документов и предметов, связанных с историей ГУЛАГа, персональных архивов известных правозащитников и общественных деятелей, аудио- и видеозаписей с проходивших в центре публичных лекций и концертов. Книжный фонд включает в себя около 13 000 единиц хранения.
Оформлением экспозиции занимались архитектор Евгений Асс и коллектив «Архитектурная лаборатория». В 1997 году их совместный проект оформления выставочного пространства получил премию «За лучший интерьер» на Московском конкурсе архитектуры в рамках выставки «Архитектура и дизайн». В 1998—2003 годах материалы экспозиции были обновлены по проекту авторов Людмилы Василовской, Александра Ермолаева, Андрея Иванова, Юрия Самодурова и Марии Кудюкиной.
Первая часть экспозиции называется Мифология и идеология в СССР, она посвящена воссозданию образа социализма через тематические коллажи, плакаты, строчки из советских песен и идеологических лозунгов. Вторая — Политические репрессии в СССР — посвящена истории с 1917-го до середины 1950-х годов. Раздел Путь через ГУЛАГ освещает события жизни человека, попавшего в один из лагерей ГУЛАГа, там представлены фотографии, предметы лагерного быта, орудия труда, лагерные газеты и письма заключённых. Сопротивление несвободе в СССР повествует о событиях противостояния советскому режиму в период с 1950-х по 1980-е годы. В последнем разделе экспозиции говорится о жизни академика — Андрей Сахаров. Личность и судьба.

Интерьеры центр и экспозиция музея, 2019 год
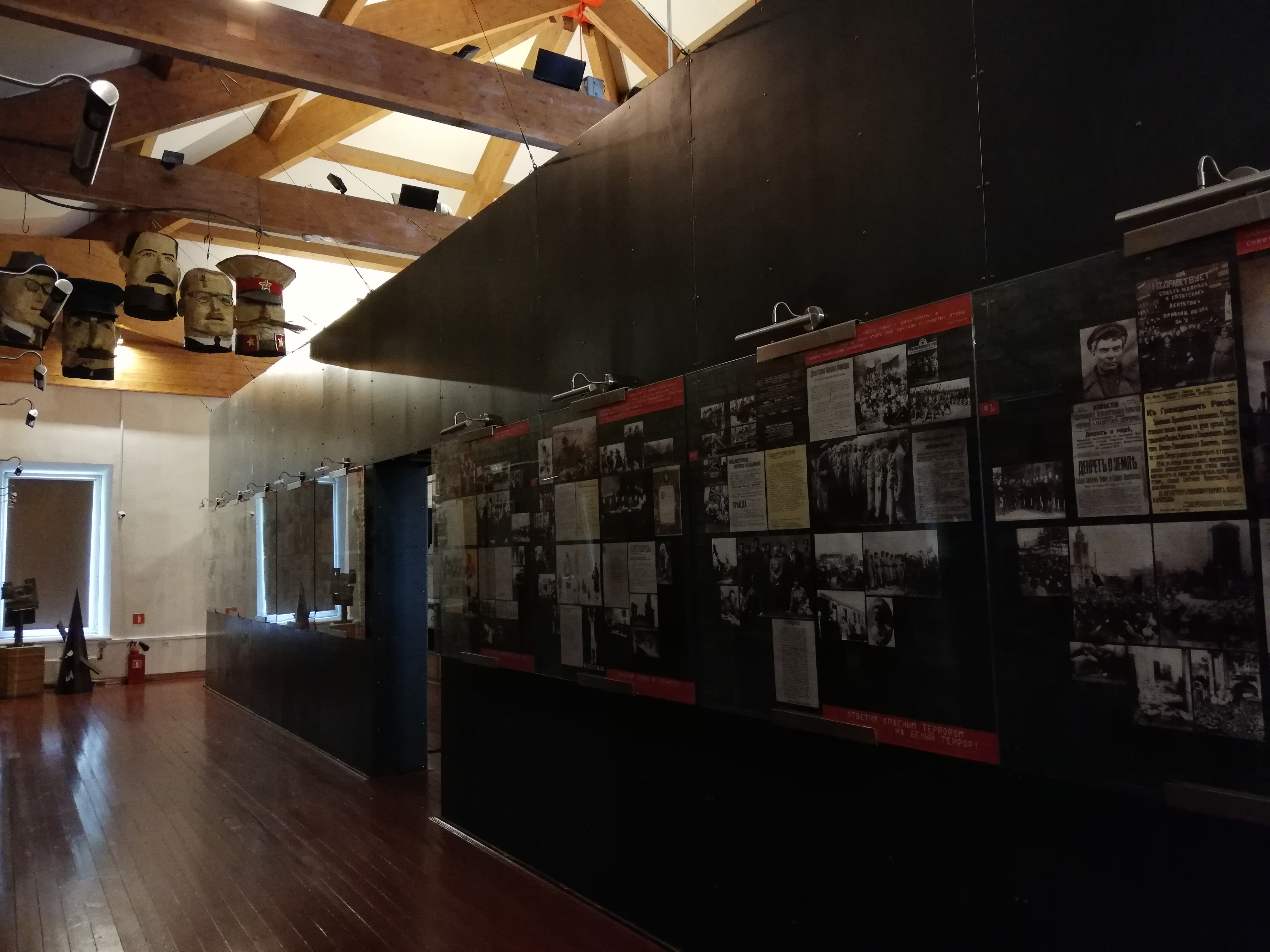
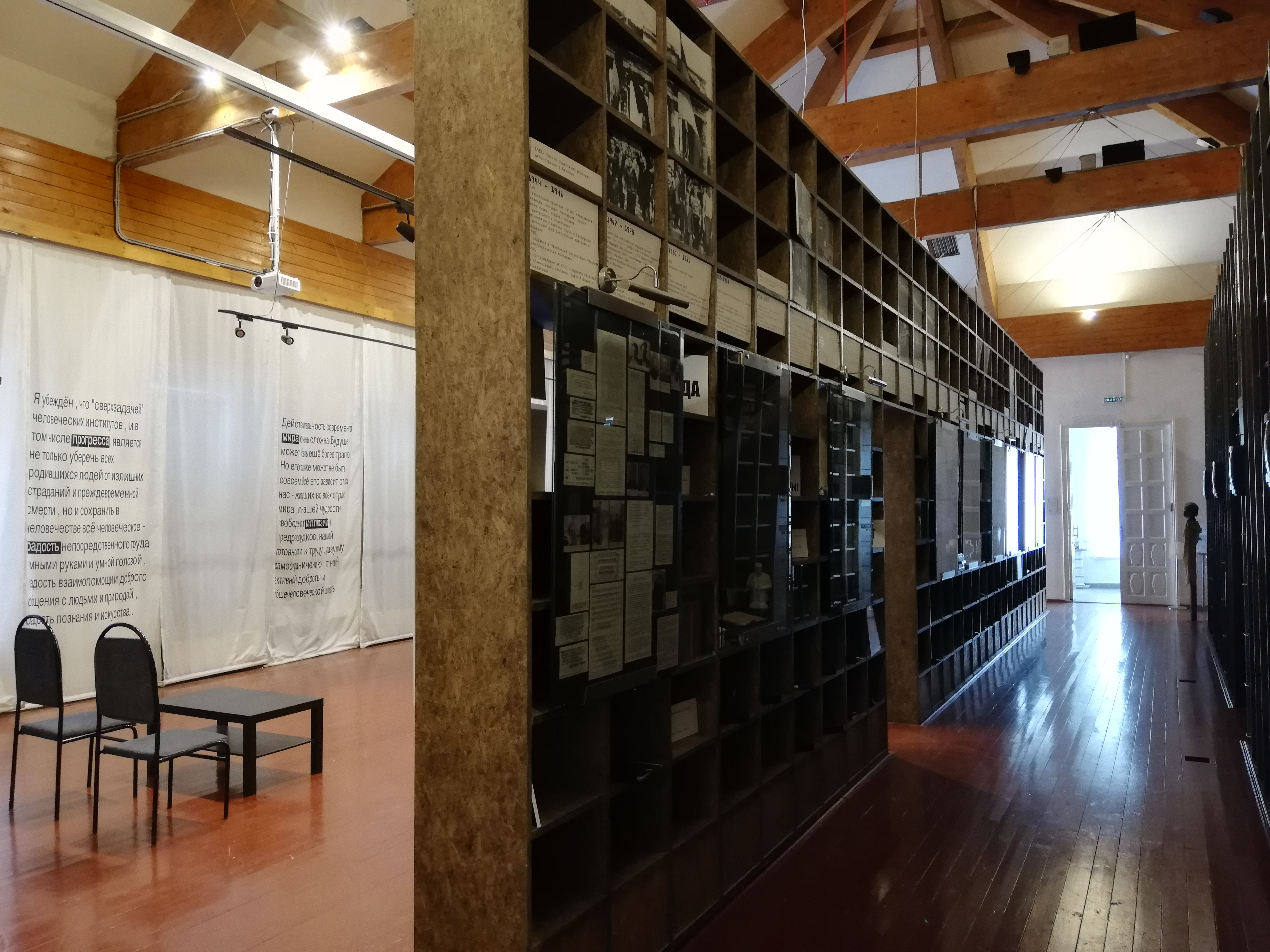
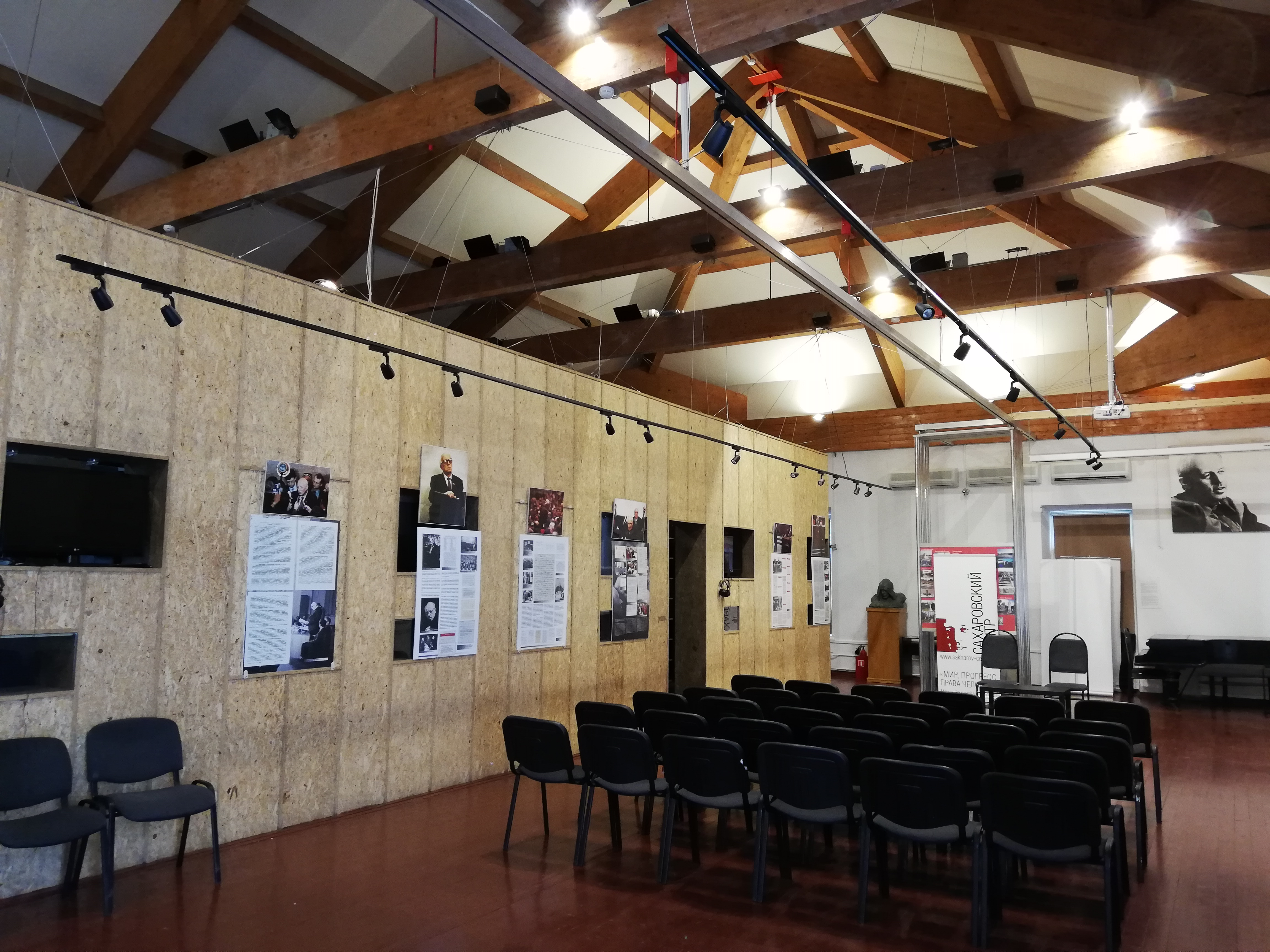
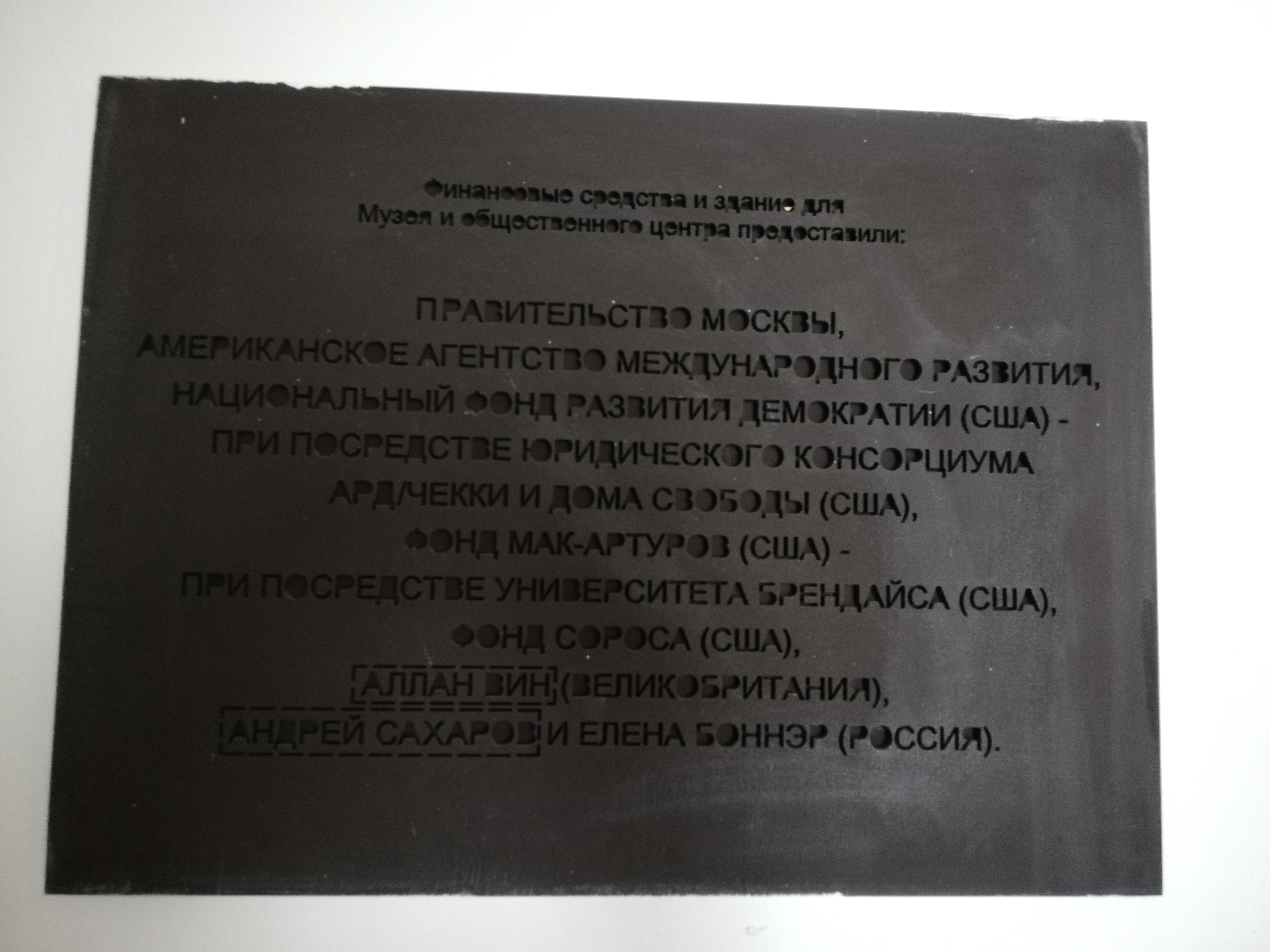

Руководители музея
- С 1996 по 2008 — Юрий Самодуров
- С 2008 по 2009 — Игорь Веретильный
- С 2009 по 2023 — Сергей Лукашевский

## Крупные проекты

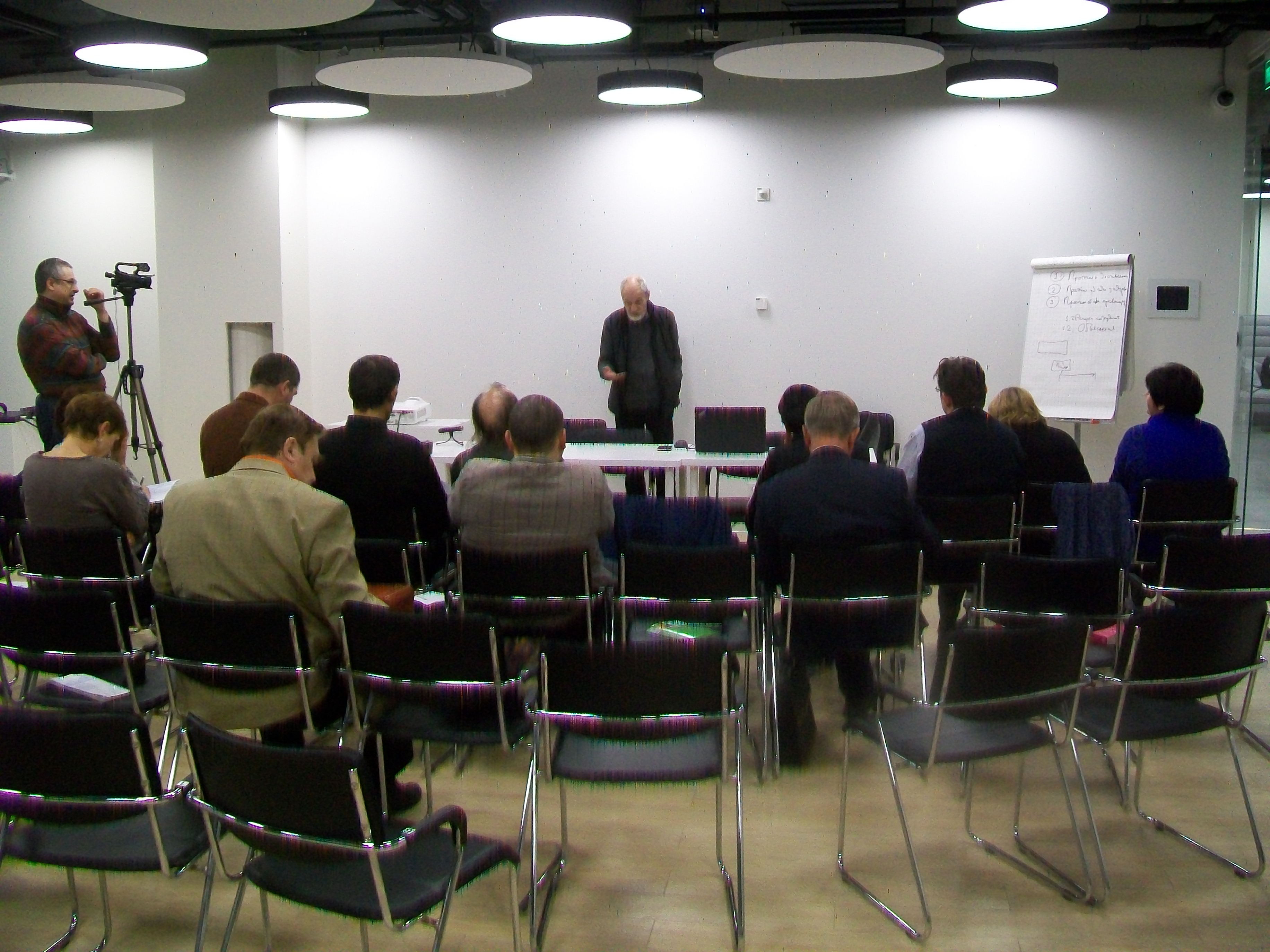
Школа общественного защитника, проводимая Сахаровским центром в Екатеринбурге, 2017 год

- Ежегодная Сахаровская маёвка — митинг-концерт, проводимый в мае в честь дня рождения Андрея Сахарова[28].
- Московская открытая школа прав человека (совместно с Международной школой прав человека и гражданских действий и «Молодёжным правозащитным движением») — просветительская инициатива, участники получают базовые теоретические и практические знания о правах человека[29][30].
- Ежегодный фотоконкурс «Прямой взгляд» (проводится совместно с Центром документальной фотографии FOTODOC)[31][32].
- «Воспоминания о ГУЛАГе и их авторы» — электронная база данных, которая включает тексты воспоминаний, изданные на русском и иностранных языках, и библиографии их авторов[33].
- База данных «Мартиролог жертв политических репрессий» — в основе лежат биографические сведения из следственных дел репрессированных граждан. Материалы собирали члены Общественной группы по увековечению памяти жертв политических репрессий и работники Центрального архива ФСБ, Управления ФСБ по Москве и Московской области, Государственного архива[34].
- Театральная программа занимается постановкой и показами документальных спектаклей и сценических читок по истории и исторической памяти, правам человека и меньшинств, проводит театральные лаборатории и дискуссии[35][36].

Закрытые проекты
- Сахаровская стипендия по правам человека (совместно с Дэйвисовским центром российских и евразийских исследований Гарвардского университета) — его стипендиаты стажировались в английском Архиве Андрея Сахарова и участвовали в образовательных программах по правам человека[37].